# رينات كيرن
رينات كيرن (بالألمانية: Renate Kern)‏ (و. 1945 – 1991 م) هي مغنية ألمانية، ولدت في تان، توفيت عن عمر يناهز 46 عاماً.

## وصلات خارجية
- رينات كيرن على موقع IMDb (الإنجليزية)
- رينات كيرن على موقع ميوزك برينز (الإنجليزية)
- رينات كيرن على موقع ديسكوغز (الإنجليزية)
- رينات كيرن على موقع ديسكوغز (الإنجليزية)

- رينات كيرن في قاعدة بيانات الأفلام على الإنترنت